# KK Mašinac Krajlevo
Maillots
Le KK Mašinac Krajlevo est un club serbe de basket-ball basé à Kraljevo.

## Historique
En 1998 nouvellement promu en 2e division, le club fusionne avec celui du Sloga pour sauver la place de celui-ci en 2e division. Le KK Mašinac Krajlevo restera alors à l'époque en 3e division avec une équipe de jeunes, avant d'atteindre l'élite quelques années plus tard.

## Entraîneurs successifs
- Depuis ? : Radenko Varagic